# 福岡市赤煉瓦文化館

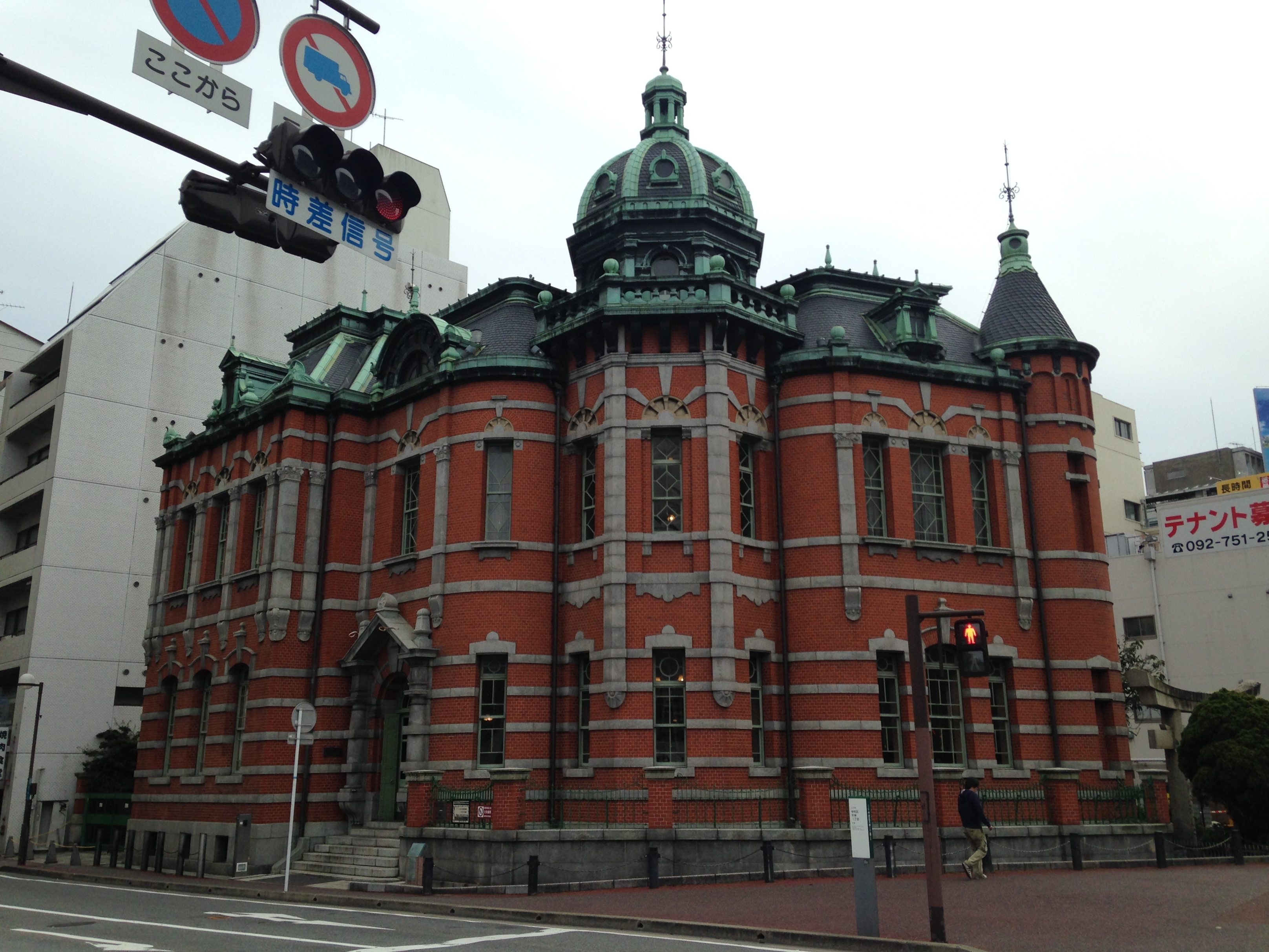
福岡市赤煉瓦文化館

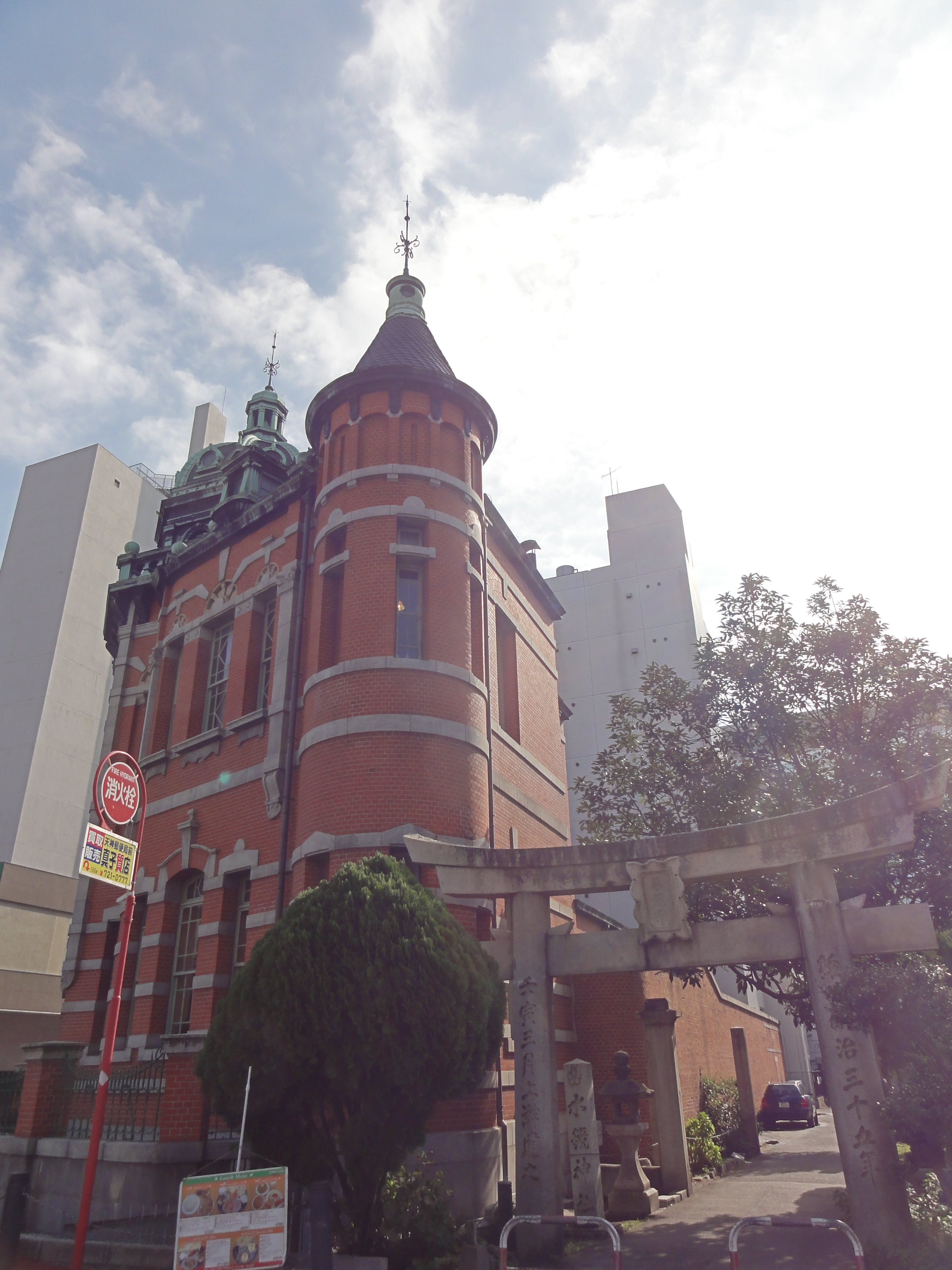
福岡市赤煉瓦文化館と水鏡天満宮の入口

福岡市赤煉瓦文化館（ふくおかしあかれんがぶんかかん）は福岡県福岡市中央区にある建築物。1909年（明治42年）に日本生命保険株式会社九州支店として建てられた。
設計は、東京駅舎などの設計で知られる辰野片岡建築事務所（辰野金吾・片岡安）。明治末期の本格的な煉瓦造建築物として価値が高く、国の重要文化財に指定されている。

## 概要
旧唐津街道沿い、西中島橋のたもとに位置する。古くは福岡城の枡形門が築かれ、商人の町である博多地区と城下町である福岡地区の境界であった。1877年（明治10年）に第十七国立銀行（福岡銀行の前身）の本店がこの地に建設されたが、1904年（明治37年）の火災で焼失した。その跡地に建設されたのが当建物である。
設計は、辰野片岡建築事務所。施工は清水組。建築面積約282平方メートルの小規模な建物で、煉瓦造、地上2階、地下1階、中央にドームを戴いた八角の塔屋を持つ。小屋組は木造トラス、屋根は当初、天然スレート葺であった。
戦時中に階段手摺(鉄製)、正面玄関鉄扉、玄関北側ドライエリア擁壁上の鉄柵などを供出。
昭和26年頃には2階の会議室・階上応接室境の煉瓦壁を撤去、階段室吹き抜けの2階部分に床を設置するなどの改造があった。屋根をスレート葺から現状の銅板葺に改めたのもこの頃とみられる。
戦後、名称を変更した日本生命保険相互会社福岡支社の社屋として昭和41年まで利用された。
昭和44年3月重要文化財に指定された。同年12月福岡市が買収し、昭和47年に福岡市歴史資料館として活用するため改修工事が行われた。このとき1階事務室前のカウンターグリル、階段室吹き抜け、階段の鉄製手摺、照明器具などを復旧したが、それとともに空調機器の設置及び収蔵品の展示・保管のため、一部の部屋境の扉を撤去し、外廻りの窓に鉄製パネルをはめ込むなどの改修が行われた。
外観は赤レンガの外壁と張り巡らされた白い花崗岩の帯、ドーム屋根など、辰野が留学した19世紀末の英国で流行したクイーンアン様式の影響が随所に見られる。内部は照明器具、階段の装飾、鉄柵などにアールヌーボーの影響が見られるが、生命保険会社の社屋だけに、華美さは抑えられている。

## 沿革
- 1907年（明治40年）8月 - 起工
- 1909年（明治42年）2月 - 旧日本生命保険株式会社九州支店として竣工[4]。
- 1966年（昭和41年） - 日本生命保険相互会社福岡支店が福岡県福岡市中央区天神1丁目14-1に移転。
- 1969年（昭和44年）3月 - 重要文化財に指定。便所、塀、棟札が重要文化財の附（つけたり）として指定されている[5]。
- 1969年（昭和44年）12月 - 福岡市が買収。福岡市教育委員会に移管。
- 1972年（昭和47年） - 福岡市歴史資料館として開館。
- 1990年（平成2年） - 資料館機能を、新設された福岡市博物館に移転。
- 1992年（平成4年）7月～10月 - 解体調査工事を行う。
- 1993年（平成5年）4月 ～ 1994年（平成6年）1月 - 復元整備工事を行い、主に外回り及び1階、2階の内装を当初の形式に復するとともに、老朽化した空調設備などの改修を行った[2]。
- 1994年（平成6年）2月 - 「福岡市赤煉瓦文化館」としてリニューアルオープン
- 2002年（平成14年） - 1階部分に福岡市文学館が開設。福岡の文学に関する様々な情報を収集・提供。
- 2019年（平成31年）3月 - 文学館展示を福岡市総合図書館に移転・集約[6]。
- 2019年（令和元年）8月 - 「エンジニアフレンドリーシティ福岡」の一環として、エンジニアの交流拠点「エンジニアカフェ」を設置[7]。

## 写真

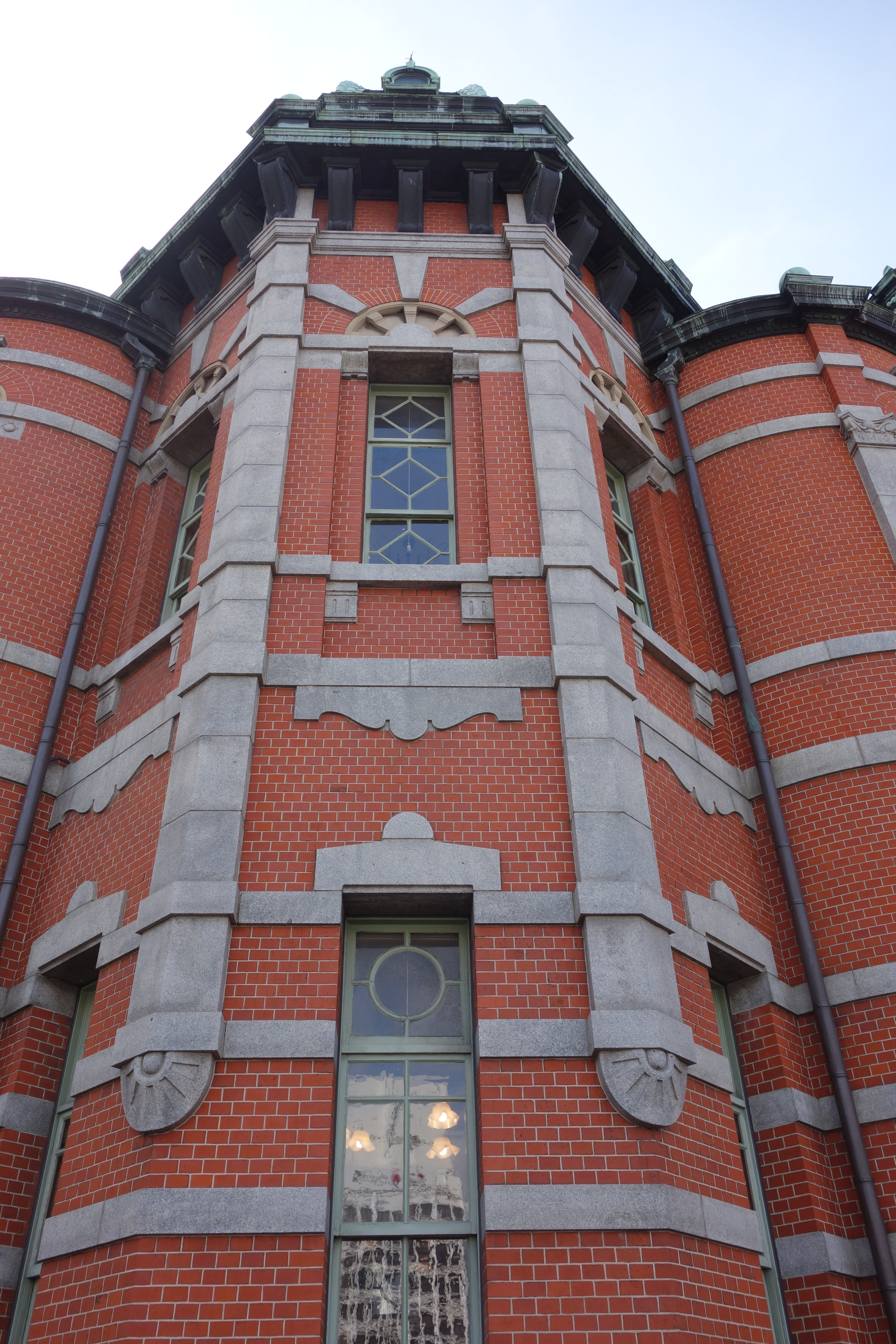
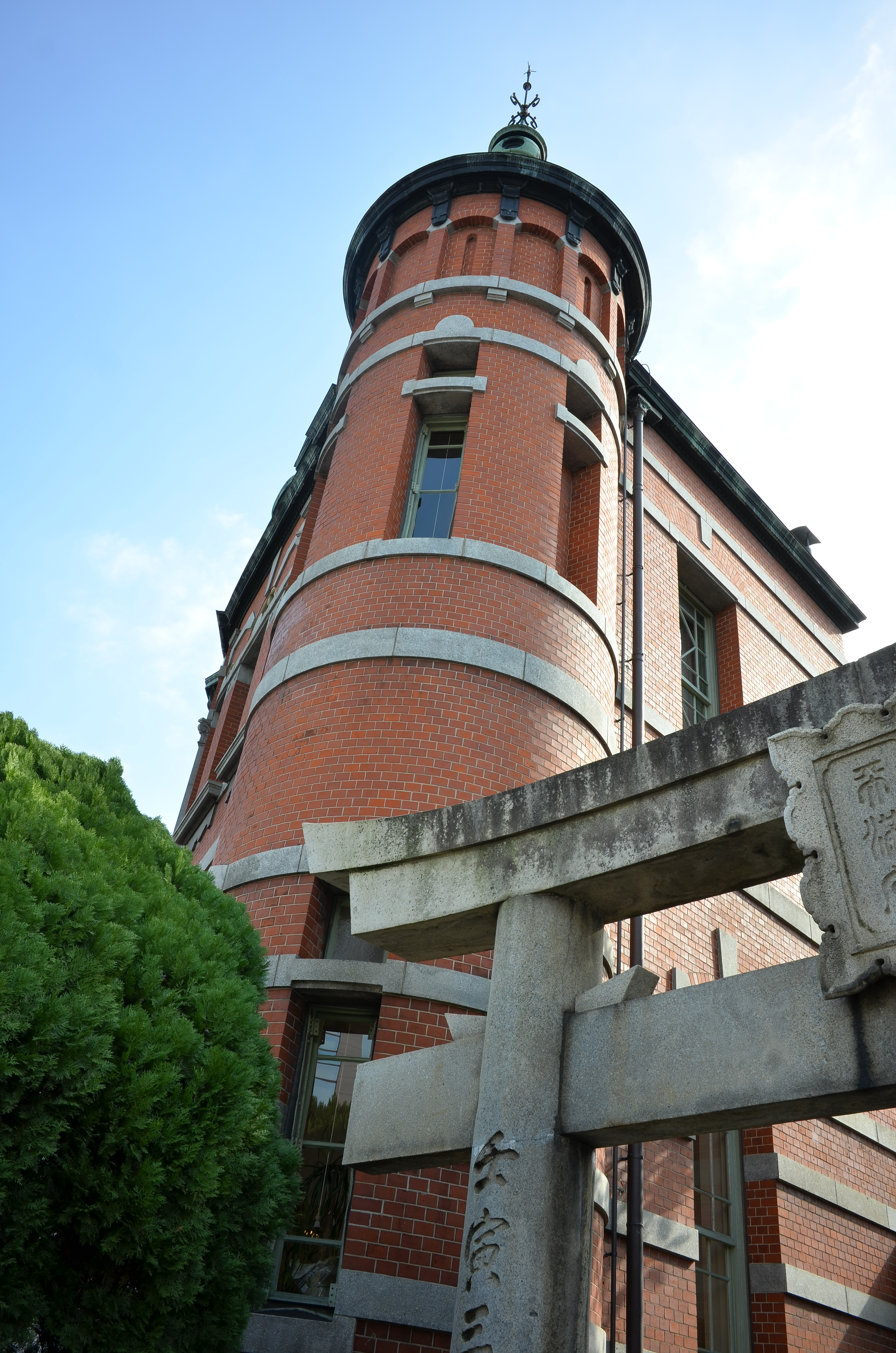

## 交通アクセス
- 福岡市地下鉄空港線天神駅より徒歩6分（480m）
- 西鉄天神大牟田線西鉄福岡駅より徒歩10分（780m）
- 西鉄バス天神4丁目バス停よりすぐ